# 殷浩
殷浩（3世紀—356年），字淵源，陳郡長平（今河南西華東北）人。東晉時期政治人物，因會稽王司馬昱提拔而一度與桓溫於朝中抗衡，但後因北伐失敗而被廢為庶人。

## 生平

### 隱居十年
殷浩父殷羡，为豫章太守，官终光禄勋。
殷浩成年時已有很好名聲，喜好《老子》、《周易》，善談玄學理論，清談技巧更勝其叔父殷融。征西將軍庾亮曾辟命殷浩為記室參軍，後遷任司徒長史。後辭官隱居墓所近十年，雖多次獲徵命但都不應，當時人將他比作管仲和諸葛亮。庾翼任安西將軍時亦曾請殷浩為司馬，朝廷亦下詔任命為侍中和安西軍司，但都不應；江夏相謝尚和長山縣令王濛都嘗試勸他出仕，但都失敗。當時重臣車騎將軍庾冰和征西將軍庾翼先後於建元二年（344年）和永和元年（345年）逝世。永和二年（346年）獲衞將軍褚裒舉薦為建武將軍、揚州刺史，殷浩仍上疏辭讓，並寫信給當時任撫軍大將軍、錄尚書六條事，總理萬機的會稽王司馬昱，說明自己的理由。但司馬昱仍勸殷浩出仕，四個月後，殷浩多番辭讓後最終接受官職。

### 抗衡桓溫
次年，安西將軍桓溫平滅成漢，因為這項功勳，他的威望和勢力都強盛起來，但同時令朝廷忌憚他。司馬昱因為殷浩有極高的名聲，又受朝野推崇，於是引為心腹，以抗衡桓溫。桓溫和殷浩因而生了嫌隙。司馬昱對殷浩因而十分重視，雖然在當時殷浩就因其父殷羨逝世而守喪，但司馬昱竟派蔡謨加攝揚州等待殷浩。喪事完後，殷浩復職，參與處理朝政，並擢升荀羨為吳郡太守，王羲之為護軍將軍，作為黨羽，聯合對抗桓溫。王羲之認為外鎮的桓溫和朝中的殷浩應內外協和，這樣國家就能安定，於是勸殷浩不要和對桓溫有所嫌忌，但殷浩不聽從。

### 舉兵北伐
永和五年（349年），後趙皇帝石虎逝世，後趙隨即就因諸子奪位而大亂，東晉朝廷亦決定乘後趙大亂而收復中原和關中地區，統一全國。殷浩於是在永和六年（350年）獲任命為中軍將軍、假節、都督揚豫徐兗青五州諸軍事。殷浩獲任命後亦以平定中原為己任。另一方面，桓溫亦上表北伐，但沒有回音。桓溫知道朝廷是想用殷浩抗衡自己，因而十分忿恨，但同時桓溫亦熟知殷浩為人，故不為此感到害怕。後桓溫因屢次請求北伐不果，於是在永和七年十二月辛未日（352年1月13日）上表後自行率約五萬兵眾東下武昌。此舉令朝廷十分恐懼，殷浩亦因此而打算離職以避桓溫，但被王彪之勸阻。
永和八年（352年），殷浩上表北伐，進攻許昌、洛陽。於是命淮南太守陳逵、兗州刺史蔡裔為前鋒，謝尚和荀羨為督統，並開長江以西一千多頃水田作為軍糧儲備。但殷浩到許昌時，因謝尚不能安撫新歸降的張遇，張遇於是在許昌據城叛變，並派兵進據洛陽和進攻晉軍所據的倉垣，亦令殷浩軍受阻。謝尚和新降的姚襄於是一同進攻張遇，但謝尚大敗，退回淮南。殷浩知道謝尚兵敗後亦退還壽春。
殷浩這次因張遇而無功而還，隨即使打算再起兵。當年九月，殷浩駐屯泗口，又派河南太守戴施據守石門，滎陽太守劉遯據守倉垣，更罷太學，積極預備北伐。後殷浩暗中以關右的管轄權利誘苻健大臣梁安和雷弱兒等人殺死當年割據關中並稱帝的苻健。不久，苻健殺大臣，其侄兒苻眉則離開洛陽前赴關中，殷浩因而以為苻健已被梁安等人所殺，於是請求進屯洛陽，修復園陵。並於永和九年（353年）冬率七萬大軍大舉北伐。殷浩當時以姚襄作前驅，但姚襄當時已經決心叛晉，於是在殷浩將到時假稱部眾夜間逃亡，暗中伏兵要偷襲殷浩。殷浩到山桑時就遭到姚襄軍攻擊，殷浩大敗，並棄輜重而逃到譙城，姚襄在此戰中俘殺萬多人，所有軍需物資都被他奪去。不久殷浩又派部將劉啟和王彬之進攻姚襄兄姚益守的山桑，但被姚襄所敗，二人都被殺。

### 失敗被廢
永和十年（354年），桓溫因著殷浩北伐失敗而引起朝野怨恨，於是上表列舉殷浩的罪行。朝廷遂將殷浩廢為庶人，流放東陽郡信安縣。殷浩但無怨言，仍然清談不絕，家人亦看不出他有被流放的傷感。但殷浩終日以手在空中寫字，家人窺之，乃「咄咄怪事」幾字也。而送別探望他的外甥韓伯時聽他詠「富貴他人合，貧賤親戚離」時亦哭起來。後來桓溫打算徵召殷浩作尚書令，並寫信徵求他的同意，殷浩大為高興，連忙回信表示接受，但殷浩擔心回信寫得不恰當，又拆信修改，閉開十數次，最後竟然只寄出空的信封，令桓溫十分不滿，殷浩最後沒有被徵召。永和十二年（356年），殷浩逝世。
他日殷浩改葬，其舊下屬顧悅之上書為殷浩抱不平，最終殷浩獲恢復其官位。

## 評論
- 晉書：「殷浩清徽雅量，眾議攸歸，高厚禮，不行而至，咸謂教義由其興替，社稷俟以安危。及其入處國鈞，未有嘉謀善政，出總戎律，唯聞蹙國喪師，是知風流異貞固之才，談論非奇正之要。違方易任，以玫播遷，悲夫！」
- 晉書贊：「中軍鑒局，譽光雅俗。夷曠有餘，經綸不足。舍長任短，功虧名辱。」
- 桓溫：「（殷）浩有德有言，向使作令僕，足以儀刑百揆，朝廷用違其才耳。」
- 顧悅之：「殷浩體德沈粹，識理淹長，風流雅勝，聲蓋當時。……既受削黜，自擯山海，杜門終身，與世兩絕，可謂克己復禮，窮而無怨者也。」
- 王濛：「非以長勝人，處長亦勝人。」又說：「識致安處，足副時談」[4]
- 王胡之：「己之府奧，蚤已傾寫而見，殷陳勢浩汗，眾源未可得測。」

## 家庭

### 夫人
- 袁女皇，袁耽妹。

### 儿子
- 殷涓，曾任著作郎。体型肥胖身材矮小[5]，有好名聲。但後來與庾氏兄弟和武陵王司馬晞同被桓溫誣陷謀反，都被殺害。

## 延伸阅读
[在维基数据编辑]
 《晉書·卷077》，出自房玄齡《晉書》